# Pliego
Pliego è un comune spagnolo di 4 034 abitanti situato nella comunità autonoma di Murcia. 

## Geografia
Il territorio comunale confina esclusivamente con la città di Mula, da cui è circondato.